# 稲本陽州
稲本 陽州（いなもと ようしゅう、本名：稲本治太郎、1864年（元治元年）6月25日 - 1947年（昭和23年）9月20日）は、教育者であり詩文作家である。特に漢文詩の世界では、関西に稲本陽洲ありと評判であった。現在の岡山県井原市出身。

## 経歴

### 生い立ち
1864年（元治元年）備中国後月郡山野上村（現在の岡山県井原市）の稲本重五郎の長男として生れる。幼い頃から岡山県議会議員の三村政太郎に漢学を学ぶ。地元の精徳尋常小学校を卒業し、教師証明書を受け15歳で精徳小学校の助教となった。1882年（明治15年）、19歳で岡山県小田郡星田小学校長となる。1886年（明治19年）には、日本の詩文作家における青年大家に挙げられ、全国でも名が知られていた。その後、水砂尋常小学校、笠岡尋常小学校、聖園高等小学校長を歴任する。

### 漢文教諭として
1902年（明治35年）に地元から近い旧制岡山県立高梁中学（現：岡山県立高梁高等学校）の漢文の教諭となる。1905年（明治38年）には、高梁中学寮の舎名を「温知寮」と名付けた名付け親でもある。その後は教員を退職するまで34年間ずっと旧制高梁中学の教員であった。
教育分野だけでなく、1879年には初めて韻語を学び、1882年には、大沼枕山の弟子となり詩に没頭した。東京哲学館（現：東洋大学）に入り稲本は漢学を修めた。この時、漢文詩を大沼枕山・小野湖山・菊池三渓、南摩羽峰、三島中洲らに学んだため、一般的な地方の詩人とは趣が異なっていた。高梁中学校在職中に梁涯吟社を創設した。陽州は、漢文詩でその名を日本全国にしられ、比較としてその名を使われているほどであった。地方文芸に貢献し、特に漢文詩の世界では、関西に稲本陽洲あり、九州に宮崎来城ありとの評判であった。
この他にも歌道は、佐々木信綱に学び評判であった。高梁中学を退職後は、岡山市内に転居し、趣味である詩文に親しんだ。1945年（昭和20年）岡山空襲に遭い、再び第2の故郷である高梁市内に移り住む。1947年（昭和22年）9月20日に同地で83歳の生涯に幕を閉じた。
陽州死後は、弟子達により1967年、井原市野上小学校の中庭に『陽洲翁謝恩碑』が建立された。また、長らく教員を務めた岡山県立高梁高等学校に「七福神」の画、「つばめ」の短冊及び書が現存している。陽州の子には、教育者であり書道家でもあった稲本白鵞がいる。

## 主な著書
- 『秀才文鈔』, 1893年
- 『頂雲閣詩鈔』２巻, 1897年
- 『陽洲文稿』2巻